# Thoré-la-Rochette
Thoré-la-Rochette – miejscowość i gmina we Francji, w Regionie Centralnym, w departamencie Loir-et-Cher.
Według danych na rok 1990 gminę zamieszkiwały 863 osoby, a gęstość zaludnienia wynosiła 80 osób/km² (wśród 1842 gmin Regionu Centralnego Thoré-la-Rochette plasuje się na 459. miejscu pod względem liczby ludności, natomiast pod względem powierzchni na miejscu 1109.).